# Gerlfangen
Gerlfangen (en Sarrois Gäärlefangen) est un quartier de la commune de Rehlingen-Siersburg en Sarre.

## Histoire
Ce village c'est anciennement appelé : Guerlfangen, Guerelfange et Guerlefang. 

Ancienne commune de la Moselle (canton de Relling) sous le nom de Guerlefang en 1802, puis absorbée par Frémestroff (actuel Fremersdorf) par décret du 30 juin 1810. 

Fut cédé à la Prusse en 1815.

## Lieux et monuments

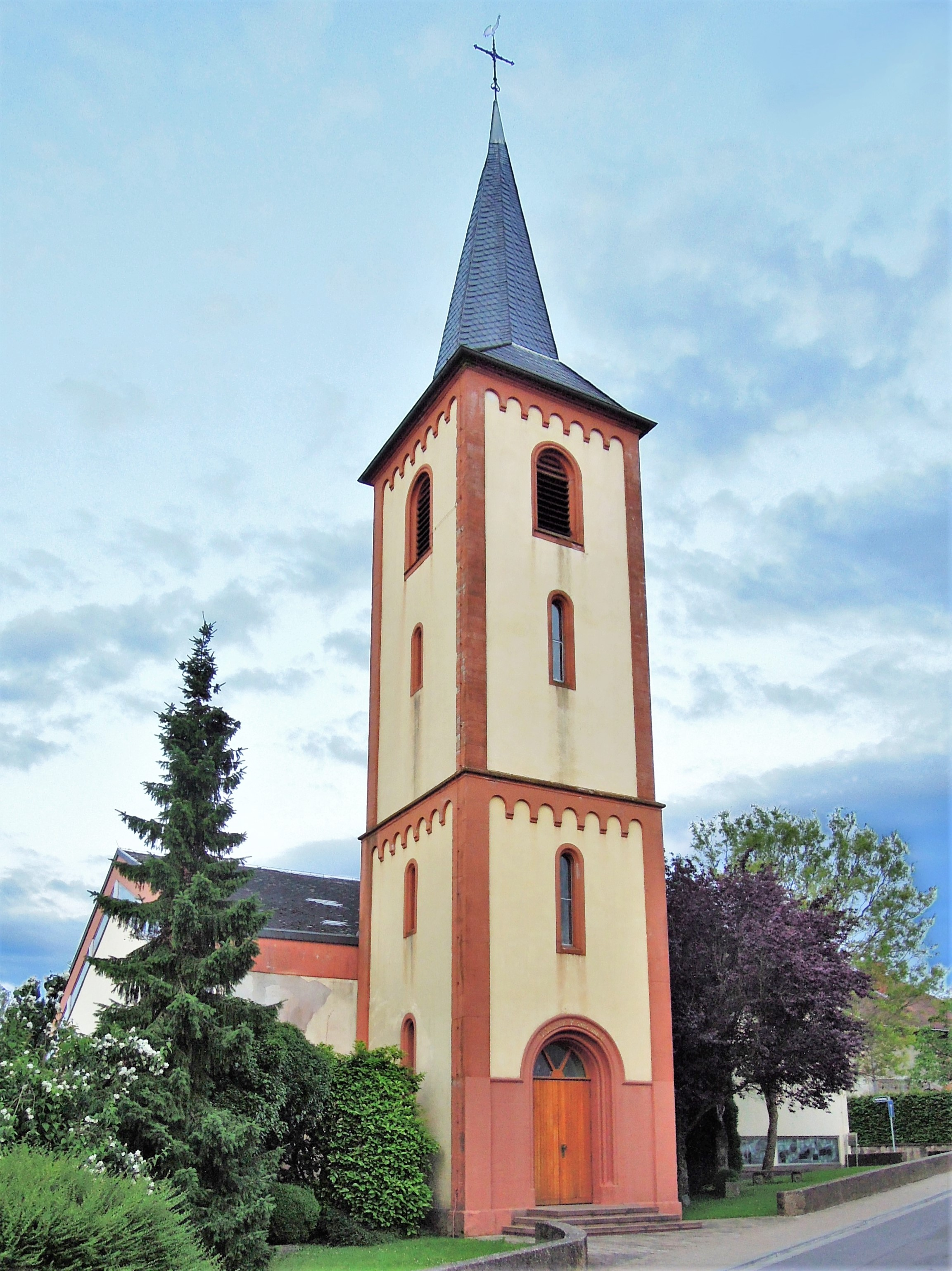
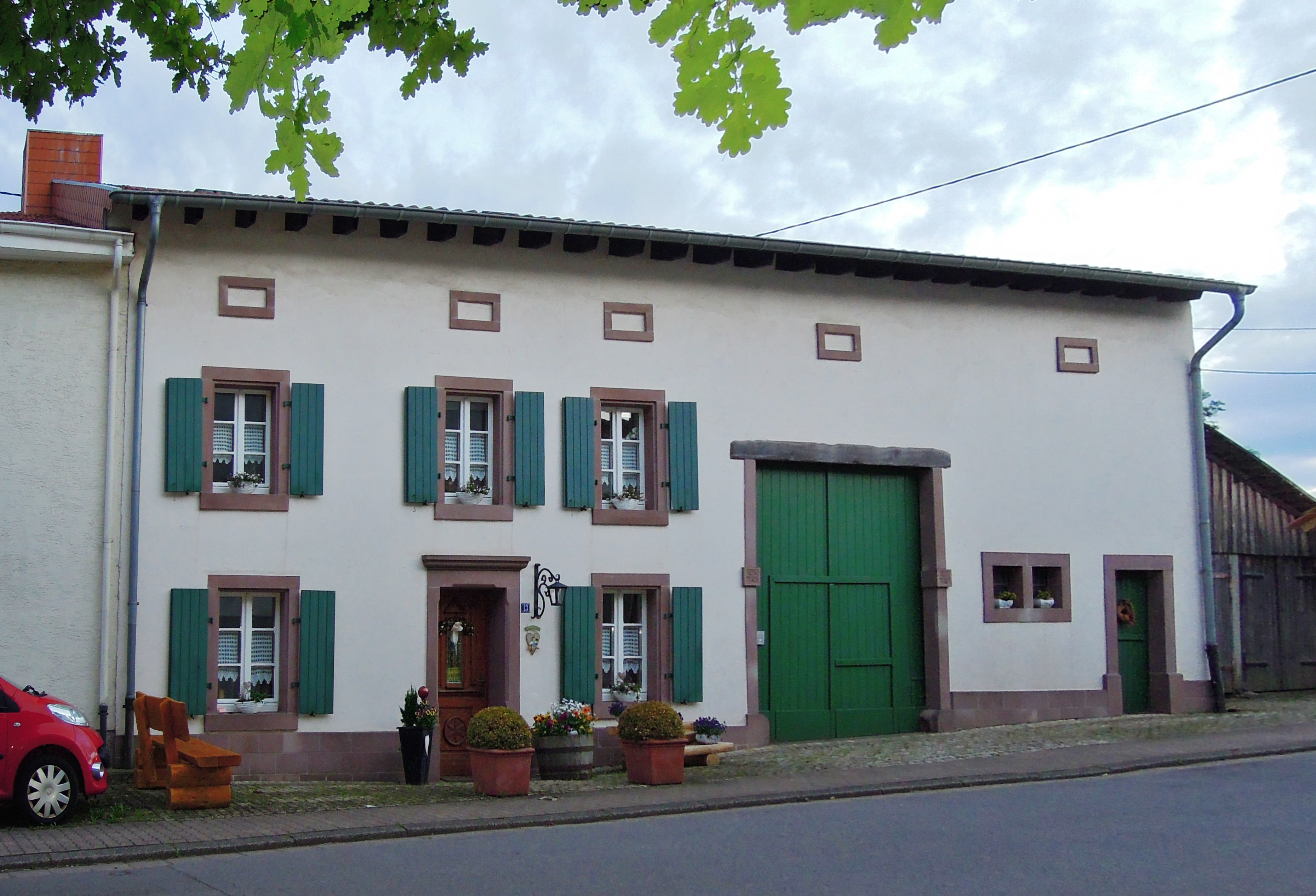